# Entalophoroecia proboscideoides
Entalophoroecia proboscideoides is een mosdiertjessoort uit de familie van de Plagioeciidae. De wetenschappelijke naam van de soort is voor het eerst geldig gepubliceerd in 1872 door Smitt.